# Šípy
Šípy är en ort i Tjeckien.   Den ligger i regionen Mellersta Böhmen, i den västra delen av landet, 60 km väster om huvudstaden Prag. Šípy ligger 436 meter över havet och antalet invånare är 174.
Terrängen runt Šípy är huvudsakligen platt, men norrut är den kuperad. Runt Šípy är det glesbefolkat, med 10 invånare per kvadratkilometer. Närmaste större samhälle är Rakovník, 13,0 km nordost om Šípy. Trakten runt Šípy består till största delen av jordbruksmark.